# 奇納：靈魂之橋
《奇納：靈魂之橋》（又译作）是一款由Ember Lab開發與發行在Microsoft Windows、PlayStation 4和PlayStation 5平台上的动作冒险游戏，於2021年9月21日公開發售，玩家操縱以自己的魔法能力引領死者到靈界的年輕守護靈奇納（Kena），並用其法杖攻擊敵人，或以脈衝能力防禦攻擊，從而收集被稱作「腐靈」（Rot）的靈體。遊戲首先公開於翠貝卡電影節，其遊戲演示得到廣泛正面評價，正式版之後在2021年9月21日開始公開發售，同樣大受好評，特別是其藝術設計、原創音樂和「腐靈」的使用機制，批評則集中在遊戲玩法、敘事和角色。遊戲同時獲得多項提名，其中包括遊戲大獎和金搖桿獎，並抱走後者的最佳獨立遊戲和最佳美術遊戲。

## 遊戲玩法

《奇納：靈魂之橋》的遊戲截圖，圖中玩家使用「靈魂炸彈」配合弓箭，將岩石浮起並移動至適當的位置作橋樑

《奇納：靈魂之橋》是一款第三人稱視角动作冒险游戏，玩家操控女主角奇納（Kena），一位會用魔法的年輕守護靈。在戰鬥中，玩家可以用法杖使出速攻、強攻或蓄力攻擊，還可將法杖升級為「靈魂弓」，攻擊敵人、充當抓鉤或擊中水晶來解謎。當擊敗敵人後，奇納會激活其脈衝能力，以提供線索、與物件互動，或制造一受攻擊後會消耗掉的自帶生命條的護盾。有項升級可以讓奇納向前衝刺，進入靈界越過現實的障礙物、躲避攻擊、眩暈敵人，或令靈界的敵人實體化。玩家還可製作並使用靈魂炸彈，其有著令岩石發光的以作平台或攻擊敵人之用。
玩家的任務是收集被稱為「腐靈」（Rot）的小型靈魂夥伴，祂們會幫助玩家完成某些任務，例如移動物體、變成特定形狀、奪取特定靈體或分散敵人的注意力。玩家若要「腐靈」參與戰鬥，例如附加在奇納的箭或炸彈上以增強攻擊力，就必須對敵人做成傷害，為它建立「勇氣」。在戰鬥中命令祂們完成任務時會消耗「勇氣」，玩家可以通過繼續攻擊敵人收集掉落的「勇氣」。除此之外當玩家或完成任務或打開寶箱時，有機會發現可以自定義的「腐靈」帽子，之後便可以於「腐靈小車」（Rot Hat Cart）上使用在遊戲世界中獲得和發現的寶石購買。
玩家完成任務和尋找收藏品會獲得可解鎖升級和能力的業力（Karma），憑此可令攻擊或盾牌更強。在《奇納：靈魂之橋》的世界周遊時，玩家有機率會發現可用作解鎖村莊內的區域並釋放其中靈魂的「靈魂信件」（Spirit Mail），也有可能找到用作冥想的地點以提升生命值。另外《奇納：靈魂之橋》利用DualSense控制器的振動反饋來實現「靈魂弓」等功能。

## 設定
《奇納：靈魂之橋》的舞台設在主角從未到訪的地方，其作為遊戲地圖的主村莊早因數百年前的滅頂之災而被遺棄。在整個故事進程中，奇納須將這區域恢復至以往的輝煌狀態。在《奇納：靈魂之橋》的傳說中，如果死者生前受創或有未完之願，他們的靈魂會留在物質世界和精神世界之間。作為守護靈，奇納要試圖解決靈魂們的夙願並超渡他們。奇納的手掌至肩膀之間有一道傷疤，代表著她與其父親的創傷經歷，玩家可以在故事中探討她們的關係。《奇納：靈魂之橋》的其他角色包括年幼兄弟賽亞（Saiya）和貝尼（Beni），他們較為年長的哥哥太郎（Taro） 是一個曾受奇納幫助的不安分靈魂。

## 開發

《奇納：靈魂之橋》的畫面截圖，可見啟發自諸如日本和峇里等東方城市的場景

《奇納：靈魂之橋》由洛杉磯的獨立工作室Ember Lab開發，該工作室由兄弟檔麥克（Mike）和約什·格里爾（Josh Grier）在2009年創立，已參與多則動畫廣告和品牌遊戲應用程式，還在2016年發佈過一部基於《薩爾達傳說 穆修拉的假面》，題為《駭人命運》（Terrible Fate）的爆紅短片。開發團隊認為創建電子遊戲是「理所當然的下一步」。與一個小團隊，邁克利用其遊戲編程經驗創建了一個原型，然後聘請了具有更廣泛開發經驗的員工。原型完成後，該團隊開始在行業資深人士蒂娜·科瓦列夫斯基（Tina Kowalewski）的協助下向潛在的投資者推銷，他們同時發現有幾家發行商知道他們曾製作過《駭人命運》。在第一輪向潛在投資者做演講報告的約八個月後，Ember Lab在2017年10月與索尼互動娛樂簽署了平台獨佔協議。開發團隊後來發展至包含15個核心員工，還有一些外包至其他工作室。
2020年10月，前設計師布蘭登·波波維奇（Brandon Popovich）宣稱Ember Lab沒有為其在《奇納：靈魂之橋》的工作上作任何應有的補償，也沒有兌現關於升職和股東權益的承諾；一位匿名人士亦發表了類似的聲明，指責該工作室未為其支付加班費，也未兌現提拔至全職職位的承諾。Ember Lab回應道他們有所有已支付發票的記錄，並否認作出過任何關於股權或晉升的承諾。

### 藝術設計
遊戲美術方面，Ember Lab將此工作交予法國動畫工作室Sparx。開發團隊在《奇納：靈魂之橋》製作初期訪問了Sparx設在越南胡志明市的工作室總部，以確保流程順利進行。遊戲的首席場景設計師朱利安·維爾穆倫（Julian Vermeulen）於2016年與麥克·格里爾一起開發原型，並以個人身份與Ember Lab和Sparx合作。《奇納：靈魂之橋》的早期原型使用Unity遊戲引擎，但後來轉用虛幻引擎4，且大部分開發工作都在PlayStation 4上進行，Ember Lab原先不確定能否獲得PlayStation 5的開發套件，但該要求最終獲索尼首肯。團隊想為玩家帶來能在一個週末便可遊玩完畢的「精彩體驗」，遂以包括日本和峇里島等多個東方地區為虛構世界靈感，同時遊戲的大部分事物都受到日本和東南亞文化的啟發。戰鬥系統設計師詹姆斯·貝克（James Beck）原先以動畫師和光影設計師的身份加入《奇納：靈魂之橋》的開發，但他後來發現同時處理角色動畫和敵方角色動作可以讓遊戲達至更無縫的整合。

### 角色設計

開發團隊為奇納創建了一個動畫表情庫，允許玩家為自定義和細化該角色

《奇納：靈魂之橋》初期原型的敵人是「腐靈」，且沒有加入奇納這一角色。當Ember Lab創造奇納時原先設定其較為年輕，大約七、八歲，但他們認為遊戲的劇情和主題需要一個更有經驗和成熟的主角。她原本缺乏很多技能，需更多依賴「腐靈」來完成任務，麥克·格里爾對此以《男孩與泡泡怪》為例，該作的主角與奇納類似，要經「外人」之手才可克服各種障礙。在探索更多概念後，開發團隊將奇納塑造得更為強大，與「腐靈」搭擋時實力更上一層樓。維克·昆（Vic Kun）為《奇納：靈魂之橋》的首席角色設計師，他設計了一個匹配作品世界觀的奇納外觀，期望其衣服看起來給人一種不對稱、人手製作和實用的感覺。她一度披著一件長披風，但它的動畫被認為過於分散注意力而被披肩取代。遊戲的角色為經關鍵格動畫手繪而成的，目的是為了增添更細緻的個人特色。Ember Lab希望玩家在遊玩過程中感受主角與「腐靈」之間的羈絆，並將這種羈絆應用在戰鬥當中。奇納的原始3D原型模型由羅德里戈·岡薩雷斯（Rodrigo Gonçalves）構建，他對頭髮等角色細節進行了實時渲染。開發團隊還與卡洛斯·奧爾特加（Carlos Ortega）合力製作3D角色。團隊發現了可將立體幾何（用在光影和定義形狀上）和Alpha合成（用在單條頭髮的細節上）混合起來，以塑造奇納的頭髮，類似的做法也適用於她的服裝和法杖上，旨在反映角色本色的信仰和奉獻精神。開發團隊還為奇納創建了一個動畫表情庫，以確保角色的精細和一致性。
奇納是一位年輕的亞洲女孩，約什·格里爾稱開發團隊一直計劃創作一個玩家從未見過的獨特主角。德瓦·阿尤·德維·拉拉桑蒂（Dewa Ayu Dewi Larassanti）是奇納的配音員，最初她通過其創立峇里島合唱團甘美朗朱達馬尼（Gamelan Çudamani），並與Ember Lab合作為遊戲配樂的父母參與《奇納：靈魂之橋》，其中拉拉桑蒂為此演唱了一些歌曲。拉拉桑蒂之所以被選為奇納的配音員，部分原因在於其與峇里和美國文化的聯繫，小時候經常在印美兩國之間旅行。拉拉桑蒂發現遊戲的主題與她在峇里島的生活經歷一致，並在詮釋奇納時利用了其父親對峇里文化的了解；例如在與長輩交流時她會用更柔和正式的語氣說話，同樣她對待「腐靈」時會像峇里人對待神獸「瑟蘇胡南」（Sesuhunan）一樣，向祂們祈求祝福和保護。拉拉桑蒂發現其在加州大學洛杉磯分校主修世界藝術和文化、輔修民族音樂學的經歷有助於「為這角色敞開（自己的）心扉」。在聲演奇納之前，拉拉桑蒂經常和其同為配音員的母親一起排練，她還研究了俠盜獵車手系列等遊戲中演員之間的互動，以及諸如《降世神通：最後的氣宗》和《柯拉傳奇》等節目中人物靜止或打鬥時發出的聲音。拉拉桑蒂在2020年年中完成了大部分錄音，角色的精力充沛特質也使其在錄音室時需要多作移動，導致經常撞到麥克風或牆壁。為了讓自己的表演更可信，她更會在錄製戰鬥場景之前故意與她的兄弟爭吵。
對於托德·芬內爾而言，他聲演自己的角色太郎（Taro）時讓其聲音聽起來給人一種易受傷的感覺，以與腐化過後的塔羅作對比。在描繪塔羅的痛苦和悲傷時，芬內爾回憶起其在23歲時喪母感受到的「憤怒、責難、悲痛和內疚」。被問到為何這樣做時，他表示：「在失去心愛之人後，實在很難不去回憶自己應該或可以做的諸多事情」。芬內爾認為與Ember Lab這種小型工作室合作令他的聲演過程與人相處得更融洽，他也對《奇納：靈魂之橋》劇本的長度和內容感到驚訝，畢竟與其之前參與的所有電子遊戲作品大相徑庭。因為COVID-19大流行的關係，Ember Lab將錄音設備寄至身在日本家中的大立雅史（Masashi Odate），以便其為杜士（Toshi）錄音：有趣的是在為打鬥場面獻聲期間，他發出多種響亮的痛苦叫聲，加上當時夜深人靜，一位保安也因此登門查問。至於聲演賽亞（Saiya）的薩曼莎·卡瓦拉羅（Samantha Cavallaro）則以需要照顧弟兄姊妹的自己作靈感，並在Zoom上與開發團隊交談時錄製了台詞。

### 音樂製作
《奇納：靈魂之橋》的原創配樂由傑森·加拉蒂（Jason Gallaty）負責，在此期間，他一直聽著峇里合唱團甘美朗朱達馬尼（Gamelan Çudamani）的歌來尋找靈感，並進而於2017年尋求合作，希望保持對印尼文化的尊重。朱達馬尼的助理總監兼主唱艾美可·薩拉瓦蒂·蘇斯洛（Emiko Saraswati Susilo）最初對此猶豫不決，認為傳統的甘美朗音樂不應出現在電子遊戲之中，但她在與開發團隊交談過後與遊戲主題產生共鳴，於是同意合作。加拉蒂和麥克·格里爾隨後前往峇里島與樂隊一起錄音，而朱達馬尼的創始總監德瓦·普圖·貝拉塔（Dewa Putu Berata）則根據《奇納：靈魂之橋》的鏡頭和劇情譜寫出原創的配樂。當加拉蒂展示原聲帶的樣本時，貝拉塔表示如果不合適的話，他寧願創作一個相似風格的新作品。《奇納：靈魂之橋》的歌曲人聲來自奇納的配音員，蘇斯洛的女兒德瓦·阿尤·德维·拉拉桑蒂（Dewa Ayu Dewi Larassanti）。儘管受到迪士尼電影的風格啟發，開發團隊仍極力避免在音樂中受其影響，以令遊戲更接地氣。

## 發行與推廣
《奇納：靈魂之橋》在2020年6月11日在PlayStation的「一瞥未來的遊戲體驗」（Future of Gaming）活動中首次公開，原定計劃於同年末在Microsoft Windows、PlayStation 4和PlayStation 5平台上發行，其中Windows會以主機首發獨佔的方式在Epic Games Store上發售。 購買PlayStation 4版本的玩家可以免費升級至PlayStation 5版本。2020年9月，Ember Lab宣佈《奇納：靈魂之橋》將推遲至2021年第一季度發行，原因是COVID-19大流行期間員工需在家工作所致。在2021年1月消費電子展索尼攤位展示的預告片上，有一極小的字體標註遊戲將在2021年3月發行，索尼隨後從預告片中刪除了這一小行字句。同年隔月，索尼在「State of Play」發佈會上確定《奇納：靈魂之橋》將在2021年8月24日發行。2021年7月，Ember Lab再次將遊戲推遲到同年9月21日，以用更多時間來確保作品在所有平台上的品質。
在翠貝卡電影節上，《奇納：靈魂之橋》向玩家展示約一小時長的游戏演示，並參加在該處舉辦的首屆翠貝卡遊戲獎，Ember Lab亦在同場公開新的預告片。該作的遊戲演示獲得多數正面評價，評論家紛紛以皮克敏系列、薩爾達傳說系列和皮克斯電影與之比較。PC Gamer的蘿倫·莫頓（Lauren Morton）形容《奇納：靈魂之橋》是「在影院銀幕上進行的一場既大膽又凝練的動作冒險」，GamesRadar+的山姆·洛夫里奇（Sam Loveridge）指它將是當年最受期待的遊戲之一。2021年9月20日，Ember Lab宣布遊戲將附設拍照模式，允許玩家在其中內拍照，同時公開將由Maximum Games在11月發行實體版的消息。 遊戲發布後，麥克·格里爾（Mike Grier）表示Ember Lab正考慮對《奇納：靈魂之橋》的戰鬥進行可能的改進，而約什則指會在遊戲發布後研究在其他平台上發布的可能性，他還說開發團隊不確定會否製作續集，但他們願意與涉足其他諸如電視或電影等媒體。

## 反應
| 汇总媒体   | 得分                               |
| ---------- | ---------------------------------- |
| Metacritic | PS4：83/100 PS5：81/100 PC：83/100 |

| 媒体            | 得分   |
| --------------- | ------ |
| Destructoid     | 8/10   |
| Game Informer   | 9/10   |
| Game Revolution | 7/10   |
| GamesRadar+     | [ 58 ] |
| GameSpot        | 9/10   |
| IGN             | 8/10   |
| PC Gamer美国    | 65/100 |
| Push Square     | 7/10   |

《奇納：靈魂之橋》在發行後收錄大致良好的評價。在Metacritic上，遊戲根據50條評論獲得81/100分，屬「大致正面評價」級別。IGN的米切爾·薩爾茨曼（Mitchell Saltzman）給予該作8/10分，形容他是Ember Lab出色的出道之作，有著優良的戰鬥系統、夢幻般的世界設計和動作、平台、解謎和探索間的完美平衡，並結合了工作室本身卓越的美術的動畫風格。Digital Trends的喬瓦尼·科蘭托尼奧（Giovanni Colantonio）稱《奇納：靈魂之橋》為一場精心製作的冒險，輕易融合了經典和現代遊戲的設計概念，Kotaku的亞歷克斯·沃克（Alex Walker）則描述該作儘管稍為缺乏野心，為玩家帶來「物理上的安逸感和持續的視覺上的享受」。GameSpot的菲爾·霍恩肖（Phil Hornshaw）就為《奇納：靈魂之橋》評出9/10分，並寫道該作是一段激動人心且時常令人感到心碎的旅程，會讓你想探索其中的每一個角落，觀看所有你所能看到的事物。
評論家特別稱讚《奇納：靈魂之橋》的美術設計；但部分評論家考慮到Ember Lab的前作（《駭人命運》），對此並不驚訝，亦有幾位將該作與皮克斯、夢工廠和吉卜力的動畫作比較。Shacknews的奧茲·梅吉亞（Ozzie Mejia）認為其視覺效果是PlayStation 5遊戲中最好的，科蘭托尼奧則寫道開發商正「將電子遊戲的動畫推至極限」。GamesRadar+的蕾切兒·韋伯（Rachel Weber）稱讚敵人的設計，指給人一種它們真的活著的感覺。《奇納：靈魂之橋》的美術設計中的細節環境和色彩變化也受到稱讚，一些評論家注意到遊戲場景和過場動畫之間存在差異，後者以較低的幀率製作；然而《新音樂快遞》的艾倫·溫（Alan Wen）認為該作已經過時，與PS1的遊戲無異。VentureBeat的麥克·米諾蒂（Mike Minotti）雖對《奇納：靈魂之橋》的美術設計讚不絕口，卻越發覺得它「有點單調」，而Eurogamer的瑪琳迪·赫特菲爾德（Malindy Hetfeld）則認為Ember Lab甚少解釋為何使用日本和峇里島的意象，對此表示質疑。
一些評論家認為《奇納：靈魂之橋》的探索和謎題令人滿意、富有想像力和具獎勵性，另一些人則認為謎題單一或其解決方法過於簡單。科蘭托尼奧對遊戲的每個工具和機制都存在明確目的表示讚賞，而韋伯則認為其最好的謎題是最具挑戰性的，然而對新技能的解釋卻不甚清楚。《Push Square》的史蒂芬·泰爾比（Stephen Tailby）讚許《奇納：靈魂之橋》的故事進程和節奏，薩爾茨曼就認為戰鬥選擇非常有限。梅吉亞認為弓箭改進了遊戲的往返移動謎題，但使用炸彈時卻給人一種尷尬且笨拙的感覺，《Video Games Chronicle》的喬丹·米德勒（Jordan Middler）則寫道遊戲甚少一組的戰鬥鏡頭。多位評論家稱讚《奇納：靈魂之橋》的戰鬥有挑戰性且帶來滿足感，霍恩肖稱它雖然通常難以應付，但仍是令人興奮的，而「腐靈」的加入使其「感覺更有趣和合理」。與之相反的是，一些評論家認為戰鬥系統簡單乏味，且閃避和格檔有時候不一致或無作用。除此之外，大多評論家稱讚即使配有DualSense，遊戲仍能在PlayStation 5上快速加載。《PC Gamer》的路克·坎普（Luke Kamp）則表示PC版本後半段的幀率有所下降。
「腐靈」的設計亦受到評論家的讚揚，其中許多人將其與皮克敏系列的「皮克敏」相提並論。多位評論家稱許「腐靈」在遊戲戰鬥中的角色；赫特菲爾德稱該小生物讓《奇納：靈魂之橋》從同類型作品中脫穎而出，韋伯則認為祂們潤色了遊戲的所有其他方面。Game Revolution的保羅·坦布羅（Paul Tamburro）稱這展示了開發者的動畫技巧，同時欣賞他們的客製化。泰爾比就覺得「腐靈」的所有互動都很有意思。艾倫·溫認為祂們比女主角奇納更有個性。與之相反的是，米德勒寫道「腐靈」就像是一種「行銷的練習」。
敘事方面，評論家們的評價呈兩極分化的局面。屬於正方的梅吉亞認為《奇納：靈魂之橋》的劇情感人且扣動心弦，並指其「動人到可令玩家忘記機制上的缺陷」。科蘭托尼奧將遊戲的故事與諸如《風之谷》和《幽靈公主》等宮崎駿動畫電影作比較，認為它是遊戲中最好的元素之一。泰爾比雖表示《奇納：靈魂之橋》的故事進程公式化，可以預期接下來會發生什麼事，但卻完美複製了過去十年任何打著樂觀但喜悲參半基調的動畫電影。反方的米德勒就描述故事和玩家行為的差異與「在照明娛樂的B級動畫中看到的東西」無異。Gry-Online的達里烏什·馬圖西亞克（Dariusz Matusiak）和艾倫·溫皆表示遊戲的劇情毫無記憶點；同樣的，坦布羅認為它很易被人遺忘，並指出《奇納：靈魂之橋》在傳達其喪親之痛和迷失的主題時缺乏情感表達，完全左右不了玩家。坎普則形容故事給人一種未完成、不完整的感覺，而《GamingBolt》的薩凡卡爾·帕里賈特（Shubhankar Parijat）就認為遊戲世界的背景故事和細節比主要敘事來得更好。
談到角色，霍恩肖寫道，《奇納：靈魂之橋》角色之間的互動讓遊戲世界每個區域都感覺更加生動。梅吉亞認為角色弧線「令人心碎」，Kotaku的亞歷克斯·沃克（Alex Walker）則稱讚Ember Lab在角色動畫方面的努力。部分評論家批判角色不成熟或無趣，泰爾比稱某些角色未開發完全；赫特菲爾德指出受皮克斯啟發的《奇納：靈魂之橋》角色設計「讓她很難判斷所有那些有具日本名字的角色是否真的是日本人」。另有些評論家認為主角奇納欠缺角色塑造；薩爾茨曼表示儘管奇納有著討喜的性格，但自己卻「從來沒有真正了解過關於她的一切」，坎普認為包括奇納在內的所有角色都不甚充實，但前者的存在確實能夠推動他繼續遊玩。至於配音，Jeuxvideo.com的「Antistar」讚揚拉拉桑蒂對奇納的詮釋，沃克對大立雅史聲演的杜士表示滿意—也有人批評，其中包括坎普，他談道女主角酷愛沉默，而配角則一直說著模糊不清的言語。
評論家們對《奇納：靈魂之橋》的配樂呈廣泛正面評價。「Antistar」十分享受其氛圍和對細節的關注，認為它令人難忘。霍恩肖表示該作有著出色的配樂，令人感覺身臨其境，Destructoid的喬丹·德沃雷（Jordan Devore）則形容遊戲的音樂大多時安謐寧靜，但偶爾還是會有幾條「耳蟲」在腦內爬過。坦布羅就盛贊峇里島音樂對《奇納：靈魂之橋》文化影響的體現，而Game Informer的安德魯·雷納（Andrew Reiner）則說他發現自己會跟著哼唱其美妙的低調旋律。馬圖西亞克則稱讚配樂的氛圍，但也指出在戰鬥中缺乏有力的音效設計。
幾位評論家評論了《奇納：靈魂之橋》的原創性，以及它借鑒了《神鬼冒險》、捷克與達斯特系列和薩爾達傳說系列等知名大作的成功元素。科蘭托尼奧認為遊戲的節奏給人一種熟悉的感覺，但又令人感到溫暖和欣慰，薩爾茨曼則直指該作簡單而公式化，卻同時雅致至極。沃克將《奇納：靈魂之橋》與諸如《寶貝龍 Spyro the Dragon》和《泰思虎奇幻冒險》等PS1時代的平台遊戲作比較，他認為對於Ember Lab這樣的首次開發遊戲的小型工作室來說，批判性的比較實在過於苟刻。泰爾比感激該作讓他想起PS2時代的動作平台遊戲；德沃雷亦持類似的想法，他將遊戲比作「一款斑斕絢麗、現代且久經考驗的舊時代平台遊戲」，但又缺乏個人特色。「Antistar」表示《奇納：靈魂之橋》有種熟悉感，但欣賞開發商從中發展出獨特性。Polygon的伊旺·威爾森（Ewan Wilson）寫道「沒有原創特質」就意味著缺乏想像力，並突出該作與吉卜力工作室及其如《幽靈公主》等電影的特殊相似之處；他又形容它猶如「沒有可怕終結技的《戰神》、失去強勁角色陣容的《對馬戰鬼》及缺少龐大開放世界的《地平線 黎明時分》」。艾倫·溫則希望Ember Lab未來能繼續在此靈感的基礎上發行更原創的作品。

### 銷售
《奇納：靈魂之橋》是2021年9月歐洲下載次數最多的PlayStation 5遊戲，北美第三；PS4版則在歐洲排名第16。隔月遊戲達到收支平衡，約什·格里爾表示索尼對此結果感到滿意。

### 獲得獎項與提名
| 獎項     | 類別                 | 得獎者             | 結果 | 來源   |
| -------- | -------------------- | ------------------ | ---- | ------ |
| 金搖桿獎 | 年度PlayStation遊戲  | 《奇納：靈魂之橋》 | 提名 | [ 80 ] |
| 遊戲大獎 | 最佳美術設計         | 《奇納：靈魂之橋》 | 獲獎 | [ 81 ] |
| 遊戲大獎 | 最佳獨立遊戲         | 《奇納：靈魂之橋》 | 獲獎 | [ 81 ] |
| 遊戲大獎 | 最佳新晉獨立遊戲     | 《奇納：靈魂之橋》 | 提名 | [ 82 ] |
| 安妮獎   | 最佳電子遊戲角色設計 | 《奇納：靈魂之橋》 | 待定 | [ 83 ] |